# エムズビーン
株式会社エムズビーン（えむずびーん、英: M'sbean Co., Ltd.）は、大阪府大阪市北区に事務所を構える法人の金融商品仲介業者（金融商品仲介業登録番号：近畿財務局長(金仲)第127号）である。

## 概要
創業者であり現代表取締役 の望月 靖夫が11年間の証券会社勤務の後、2000年（平成12年）に食品輸入販売業を目的として設立（兵庫県西宮市）。2001年（平成13年）に株式会社損害保険ジャパン（旧安田火災海上）、2002年（平成14年）にジブラルタ生命保険株式会社（旧GEエジソン）と代理店契約を締結し保険代理店としての業務を開始する。
2007年（平成19年）に金融商品仲介業登録を行い、保険商品だけでなく株や投信など金融商品全般の取り扱いを開始して現在に至る。

## 沿革
- 2000年（平成12年） - 食品輸入販売業を目的として創業
- 2001年（平成13年） - 株式会社損害保険ジャパン（旧安田火災海上）代理店契約
- 2002年（平成14年） - ジブラルタ生命保険株式会社（旧GEエジソン）代理店契約
- 2007年（平成19年） - 金融商品仲介業登録
- 2007年（平成19年） - 東京証券業健康保険組合加入
- 2011年（平成23年） - 株式会社証券ジャパン金融商品仲介業業務委託契約
- 2012年（平成24年） - メットライフアリコ生命保険株式会社（メットライフアリコ）代理店契約
- 2012年（平成24年） - NKSJひまわり生命保険株式会社代理店契約
- 2012年（平成24年） - 高木証券株式会社金融商品仲介業業務委託契約
- 2012年（平成24年） - 三井住友海上あいおい生命保険株式会社代理店契約

## 主要取引会社
（2012年12月現在）
- 株式会社証券ジャパン
- 高木証券株式会社
- 株式会社損害保険ジャパン
- ジブラルタ生命保険株式会社
- メットライフアリコ生命保険株式会社
- ＮＫＳＪひまわり生命保険株式会社
- 三井住友海上あいおい生命保険株式会社